# Xiangyang (préfecture)
Xiangyang (chinois simplifié : 襄阳市 ; pinyin : xiāngyáng shì), appelée pendant une longue période Xiangfan jusqu'en 2010 avant de retrouver son nom original, est une ville-préfecture du nord-ouest de la province du Hubei en Chine. Elle est située sur la rivière Han, affluent du Yangtsé. Sa superficie est de 19 700 km2, pour une population totale de 5 260 951 habitants en 2020, et une population urbaine de 2 319 640 habitants. L'actuelle Xiangyang est la réunion des deux villes de Xiangyang, sur la rive droite de la Han, et Fancheng, sur la rive gauche.
Aux environs se trouvent le parc de Longzhong, (maison de Zhuge Liang, fameux stratège de la période des 3 royaumes, temple) et les monts Wudang, haut lieu du taoïsme.

## Histoire

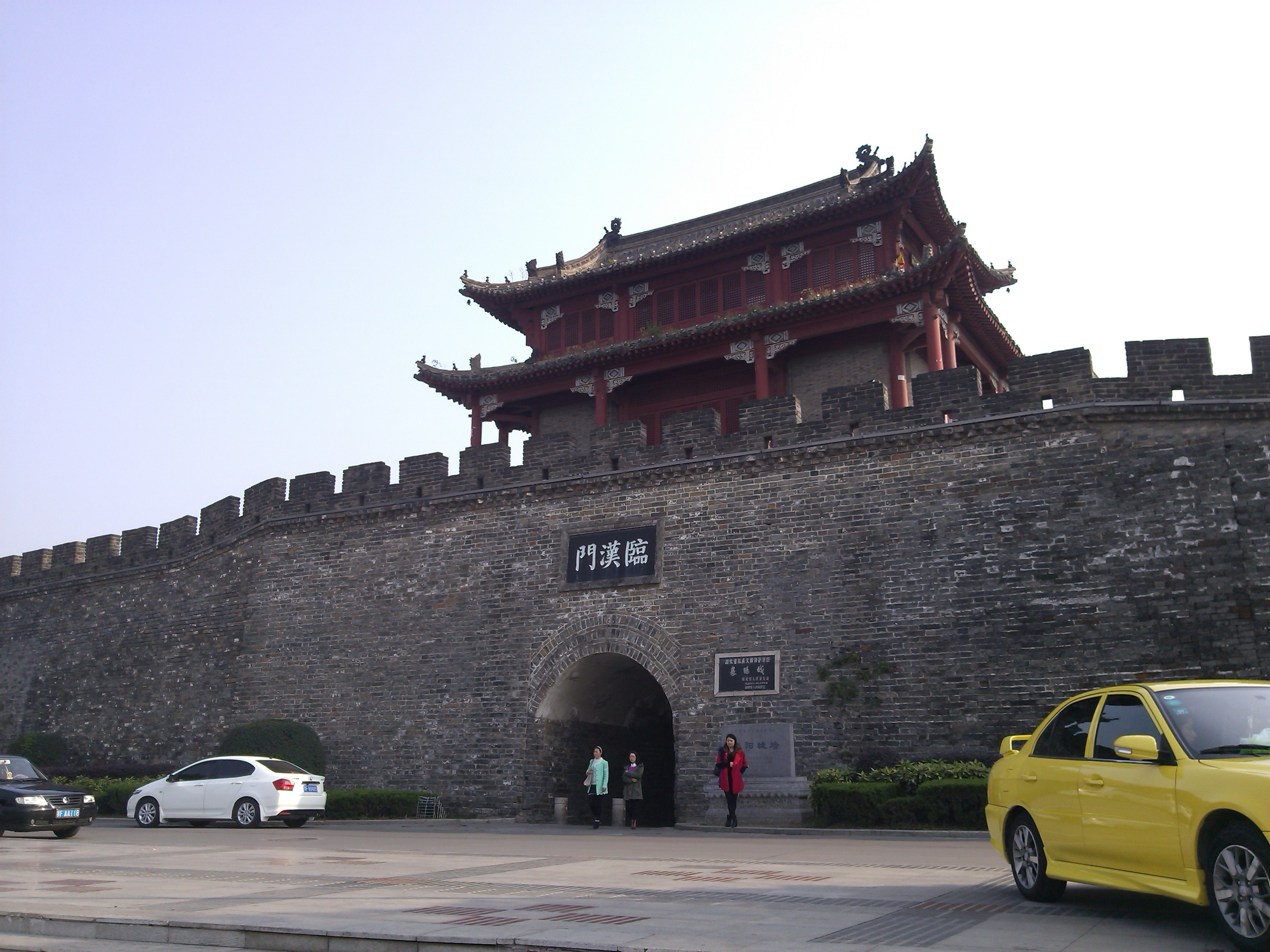
Une des portes de l'enceinte fortifiée

Édifiée durant la dynastie des Han, cette cité à grande valeur historique accueillit un grand nombre de lettrés, politiciens influents et hommes de talent au cours de ses deux mille ans d'histoire. Durant l'époque des Trois Royaumes, la ville fut au cœur de plusieurs événements historiques puisqu'elle était située au carrefour des trois royaumes combattants : Wei, Wu et Shu.

Elle est aussi connue pour le siège que l'empire mongol lui imposa de 1267 à 1273. C'est alors un point de défense décisif qui protège la Dynastie Song du Sud (1127–1279), réduite au Sud du Changjiang, de la dynastie Yuan.
En 1950, Xiangyang fusionna avec Fancheng pour former la ville de Xiangfan (襄樊).
En 2010, Xiangfan change son nom et retrouve son nom d'origine.

## Économie
Ses activités principales sont la production céréalière, l'industrie textile, l'industrie automobile en expansion avec 180 entreprises manufacturières dont Dongfeng en partenariat avec le groupe français PSA (il y assemble des moteurs, des boîtes de vitesses et des liaisons au sol). C'est également un nœud ferroviaire.
En 2006, le PIB total a été de 69,5 milliards de yuans, et le PIB par habitant de 19 407 yuans.

## Subdivisions administratives
La ville-préfecture de Xiangyang exerce sa juridiction sur neuf subdivisions - trois districts, trois villes-districts et trois xian :
- le District de Xiangcheng — 襄城区, xiāngchéng qū ;
- le District de Fancheng — 樊城区, fánchéng qū ;
- le District de Xiangzhou — 襄州区, xiāngzhou qū ;
- la ville-district de Laohekou — 老河口市, lǎohékǒu shì ;
- la ville-district de Zaoyang — 枣阳市, zǎoyáng shì ;
- la ville-district de Yicheng — 宜城市, yíchéng shì ;
- le Xian de Nanzhang — 南漳县, nánzhāng xiàn ;
- le Xian de Gucheng — 谷城县, gǔchéng xiàn ;
- le Xian de Baokang — 保康县, bǎokāng xiàn.

## Éducation
L'Université des arts et sciences du Hubei (zh) (chinois : 湖北文理学院 ; pinyin : húběi wénlǐ xuéyuàn)

## Personnalités de la commune
- Yuan Shanshan (en), actrice.